# 1461
Il 1461 (MCDLXI in numeri romani) è un anno  del XV secolo.

## Eventi
- 2 febbraio – Battaglia di Mortimer's Cross: Durante la Guerra delle due rose, gli York sconfiggono i Lancaster in una località dell'odierno Herefordshire.
- 17 febbraio – Seconda battaglia di St Albans: Durante la Guerra delle due rose, i Lancaster sconfiggono gli York presso St Albans. Gli York perdono la custodia del Re d'Inghilterra.
- 29 marzo – Battaglia di Towton: Durante la Guerra delle due rose, gli York infliggono una decisiva sconfitta ai Lancaster presso Towton, Yorkshire.
- 28 giugno – Viene incoronato in Inghilterra Edoardo IV di York.
- 15 agosto – Cade l'Impero di Trebisonda, ultimo territorio di cultura bizantina, nato dalla frammentazione dell'Impero bizantino  dopo la quarta crociata del 1204. L'ultimo ''imperatore'' Davide II è assediato e sconfitto da Maometto II. Scompare così l'ultimo lembo dell'Impero Romano d'Oriente.
- 26 novembre – Un violento terremoto devasta L'Aquila.

## Nati
- 19 febbraio - Domenico Grimani, letterato e cardinale italiano († 1523)
- 11 marzo - Diego Hurtado de Mendoza, nobile spagnolo († 1531)
- 3 aprile - Anna di Beaujeu, nobile († 1522)
- 22 aprile - Girolamo Cinozzi, medico e scrittore italiano
- 3 maggio - Raffaele Riario, cardinale italiano († 1521)
- 25 maggio - Zanobi Acciaiuoli, religioso, scrittore e traduttore italiano († 1519)
- 5 agosto - Alessandro Jagellone, sovrano († 1506)
- 15 settembre - Jacopo Salviati, politico italiano († 1533)
- 1º ottobre - Amalia di Hohenzollern, nobile († 1481)
- 14 dicembre - Filippo Cioni, traduttore e notaio italiano
- 16 dicembre - Francesco d'Aragona, principe italiano († 1486)
- 20 dicembre - Benedetto Buglioni, scultore italiano († 1521)
- 25 dicembre - Cristina di Sassonia, principessa († 1521)
- Alessandro d'Alessandro, umanista e giurista italiano († 1523)
- Vincenzo Archifel, orafo italiano († 1533)
- Benedetto Capilupi, diplomatico italiano († 1518)
- Francisco de las Casas, militare spagnolo († 1536)
- Adriano Castellesi, cardinale, vescovo cattolico e umanista italiano († 1521)
- Antonio Maria Ciocchi del Monte, cardinale italiano († 1533)
- Costanza Fogliani, nobildonna italiana
- Edzardo I della Frisia orientale, conte († 1528)
- Bohuslav Hasištejnský z Lobkovic, scrittore e umanista boemo († 1510)
- Bernard Strigel, pittore tedesco († 1528)
- Ambrogio Taegio, monaco cristiano e storico italiano († 1523)
- Gaspare Ambrogio Visconti, poeta e letterato italiano († 1499)
- Paolo Vitelli, condottiero e cavaliere medievale italiano († 1499)
- Ulrich Zasius, giurista e umanista tedesco († 1535)
- Muhammad al-Tizini, astronomo arabo († 1539)
- Antonia del Balzo, nobile italiana († 1538)

## Morti
- 2 febbraio - Owen Tudor, militare gallese
- 4 febbraio - Giovanni Chellini, medico e mecenate italiano
- 17 febbraio - John Grey di Groby, cavaliere medievale inglese (n. 1432)
- 18 febbraio - William Bonville, I barone Bonville, nobile e militare britannico
- 20 marzo - Bertrando V de La Tour, nobile francese
- 29 marzo - Henry Percy, III conte di Northumberland, nobile britannico (n. 1421)
- 8 aprile - Georg von Peuerbach, astronomo e matematico austriaco (n. 1423)
- 1º maggio - James Butler, V conte di Ormond, nobile irlandese (n. 1420)
- 15 maggio - Domenico Veneziano, pittore italiano
- 10 luglio - Tommaso di Bosnia, bosniaco
- 13 luglio - Giovanni Rocco de' Porzi, religioso italiano (n. 1389)
- 22 luglio - Carlo VII di Francia, sovrano (n. 1403)
- 17 agosto - Jacques de Milly, francese
- 12 settembre - Gerardo di Cleves-Mark, conte
- 21 settembre - Sofia Alšėniškė, sovrana lituana (n. 1405)
- 23 settembre - Carlo di Viana, sovrano (n. 1421)
- 7 ottobre - Jean Poton de Xaintrailles, generale francese
- 11 ottobre - Giorgio Fieschi, cardinale e arcivescovo cattolico italiano
- 23 ottobre - Angelo Gambiglioni, giurista italiano
- 6 novembre - John de Mowbray, III duca di Norfolk, nobile e militare britannico (n. 1415)
- 13 novembre - Carlo da Forlì, arcivescovo cattolico italiano
- 15 dicembre - Alfonso I di Braganza, nobile portoghese (n. 1377)
- 26 dicembre - Giuliano Ricci, arcivescovo cattolico italiano (n. 1389)
- Antonio da Stroncone, francescano italiano
- Jaime Baço, pittore spagnolo
- Simone Biondo, arcivescovo cattolico e teologo italiano
- Orlando Bonarli, arcivescovo cattolico italiano
- Giona di Mosca, religioso e santo russo
- Giorgio di Saluzzo, vescovo cattolico svizzero
- Martin le Franc, poeta francese
- Giorgio Lodron, condottiero italiano (n. 1400)
- Cesare I Martinengo, condottiero italiano
- Lucia Terzani, italiana (n. 1380)
- Antoniotto Usodimare, nobile, navigatore e esploratore italiano (n. 1416)

## Calendario
| Calendario 1461 | Calendario 1461 | Calendario 1461 | Calendario 1461 | Calendario 1461 | Calendario 1461 | Calendario 1461 | Calendario 1461 | Calendario 1461 | Calendario 1461 | Calendario 1461 | Calendario 1461 | Calendario 1461 | Calendario 1461 | Calendario 1461 | Calendario 1461 | Calendario 1461 | Calendario 1461 | Calendario 1461 | Calendario 1461 | Calendario 1461 | Calendario 1461 | Calendario 1461 | Calendario 1461 | Calendario 1461 | Calendario 1461 | Calendario 1461 | Calendario 1461 | Calendario 1461 | Calendario 1461 | Calendario 1461 | Calendario 1461 | Calendario 1461 |
| --------------- | --------------- | --------------- | --------------- | --------------- | --------------- | --------------- | --------------- | --------------- | --------------- | --------------- | --------------- | --------------- | --------------- | --------------- | --------------- | --------------- | --------------- | --------------- | --------------- | --------------- | --------------- | --------------- | --------------- | --------------- | --------------- | --------------- | --------------- | --------------- | --------------- | --------------- | --------------- | --------------- |
|                 | 1               | 2               | 3               | 4               | 5               | 6               | 7               | 8               | 9               | 10              | 11              | 12              | 13              | 14              | 15              | 16              | 17              | 18              | 19              | 20              | 21              | 22              | 23              | 24              | 25              | 26              | 27              | 28              | 29              | 30              | 31              |                 |
| Gennaio         | Gi              | Ve              | Sa              | Do              | Lu              | Ma              | Me              | Gi              | Ve              | Sa              | Do              | Lu              | Ma              | Me              | Gi              | Ve              | Sa              | Do              | Lu              | Ma              | Me              | Gi              | Ve              | Sa              | Do              | Lu              | Ma              | Me              | Gi              | Ve              | Sa              |                 |
| Febbraio        | Do              | Lu              | Ma              | Me              | Gi              | Ve              | Sa              | Do              | Lu              | Ma              | Me              | Gi              | Ve              | Sa              | Do              | Lu              | Ma              | Me              | Gi              | Ve              | Sa              | Do              | Lu              | Ma              | Me              | Gi              | Ve              | Sa              |                 |                 |                 |                 |
| Marzo           | Do              | Lu              | Ma              | Me              | Gi              | Ve              | Sa              | Do              | Lu              | Ma              | Me              | Gi              | Ve              | Sa              | Do              | Lu              | Ma              | Me              | Gi              | Ve              | Sa              | Do              | Lu              | Ma              | Me              | Gi              | Ve              | Sa              | Do              | Lu              | Ma              |                 |
| Aprile          | Me              | Gi              | Ve              | Sa              | Do              | Lu              | Ma              | Me              | Gi              | Ve              | Sa              | Do              | Lu              | Ma              | Me              | Gi              | Ve              | Sa              | Do              | Lu              | Ma              | Me              | Gi              | Ve              | Sa              | Do              | Lu              | Ma              | Me              | Gi              |                 |                 |
| Maggio          | Ve              | Sa              | Do              | Lu              | Ma              | Me              | Gi              | Ve              | Sa              | Do              | Lu              | Ma              | Me              | Gi              | Ve              | Sa              | Do              | Lu              | Ma              | Me              | Gi              | Ve              | Sa              | Do              | Lu              | Ma              | Me              | Gi              | Ve              | Sa              | Do              |                 |
| Giugno          | Lu              | Ma              | Me              | Gi              | Ve              | Sa              | Do              | Lu              | Ma              | Me              | Gi              | Ve              | Sa              | Do              | Lu              | Ma              | Me              | Gi              | Ve              | Sa              | Do              | Lu              | Ma              | Me              | Gi              | Ve              | Sa              | Do              | Lu              | Ma              |                 |                 |
| Luglio          | Me              | Gi              | Ve              | Sa              | Do              | Lu              | Ma              | Me              | Gi              | Ve              | Sa              | Do              | Lu              | Ma              | Me              | Gi              | Ve              | Sa              | Do              | Lu              | Ma              | Me              | Gi              | Ve              | Sa              | Do              | Lu              | Ma              | Me              | Gi              | Ve              |                 |
| Agosto          | Sa              | Do              | Lu              | Ma              | Me              | Gi              | Ve              | Sa              | Do              | Lu              | Ma              | Me              | Gi              | Ve              | Sa              | Do              | Lu              | Ma              | Me              | Gi              | Ve              | Sa              | Do              | Lu              | Ma              | Me              | Gi              | Ve              | Sa              | Do              | Lu              |                 |
| Settembre       | Ma              | Me              | Gi              | Ve              | Sa              | Do              | Lu              | Ma              | Me              | Gi              | Ve              | Sa              | Do              | Lu              | Ma              | Me              | Gi              | Ve              | Sa              | Do              | Lu              | Ma              | Me              | Gi              | Ve              | Sa              | Do              | Lu              | Ma              | Me              |                 |                 |
| Ottobre         | Gi              | Ve              | Sa              | Do              | Lu              | Ma              | Me              | Gi              | Ve              | Sa              | Do              | Lu              | Ma              | Me              | Gi              | Ve              | Sa              | Do              | Lu              | Ma              | Me              | Gi              | Ve              | Sa              | Do              | Lu              | Ma              | Me              | Gi              | Ve              | Sa              |                 |
| Novembre        | Do              | Lu              | Ma              | Me              | Gi              | Ve              | Sa              | Do              | Lu              | Ma              | Me              | Gi              | Ve              | Sa              | Do              | Lu              | Ma              | Me              | Gi              | Ve              | Sa              | Do              | Lu              | Ma              | Me              | Gi              | Ve              | Sa              | Do              | Lu              |                 |                 |
| Dicembre        | Ma              | Me              | Gi              | Ve              | Sa              | Do              | Lu              | Ma              | Me              | Gi              | Ve              | Sa              | Do              | Lu              | Ma              | Me              | Gi              | Ve              | Sa              | Do              | Lu              | Ma              | Me              | Gi              | Ve              | Sa              | Do              | Lu              | Ma              | Me              | Gi              |                 |